# Callhyccoda
Callhyccoda is een geslacht van vlinders van de familie uilen (Noctuidae).

## Soorten
- C. albiviridis Hampson, 1916
- C. mirei Herbulot & Viette, 1952
- C. viriditrina Berio, 1935